# Bilvá Mangala
Bilvá Mangala o Lila Shuka (sur de la India, siglo XV) fue un poeta indio.

## Leyenda
En la sagrada tierra de Vrindávana vivía un varón ciego que decía llamarse Bilvá Mangala Thákur. El término sánscrito thákur (‘deidad adorable’) es un apelativo religioso que se aplican algunos varones en la India ―como los escritores Bhaktivinoda Tágor (1838-1914) y Rabindranath Tágor (1861-1941)― para darse importancia.

## Poeta
En Vrindávana, Bilvá Mangala recibió iniciación diksa del gurú Soma Guiri. Empezó a hacerse llamar Lila Shuka (‘loro que repite los lilas (pasatiempos de Krisná)’) debido a que se volvió experto en describir los madhuria-lila (‘pasatiempos conyugales’ de los dioses adolescentes Radhá y Krisná).
Bilvá Mangala decía que sentía tanto éxtasis al tocar la viná y cantar los pasatiempos de Krisná, que millones de objetos de los sentidos se habían vuelto insignificantes.
En Vrindavana, Lila Suka decía que en sus primeros años en Vrindávana un niño vrayavasi (habitante de Vrasha o Vrindávana) venía a darle prasadam (‘misericordia’, alimentos ofrecidos a las estatuas de Krisná en los templos).
Un día el niño se puso a tocar la flauta, y Lilasuka supuso que el niño era el propio Krisná. Se abalanzó para atraparlo, pero el niño se echó a reír, le rozó ligeramente la mano, y escapó. Suspirando, Bilvamangala le gritó: «Puedes huir de mi mano, pero nunca podrás huir de mi corazón».
Lilasuka escribió muchos versos y canciones acerca del krisná-prema (el amor a Krisná). El Krisná-karna-amrita, su obra más famosa, fue uno de los primeros textos que ubican a Radha ―que en el Majábharata (del siglo III a. C.) directamente no aparece, y en el Bhagavata-purana (del siglo X d. C.) es apenas mencionada― como el personaje principal de los pasatiempos de Krisná en Vrindavan.
Esta idea fue ampliada por los escritos posteriores de
Prabodhananda Sárasuati (c. 1460-c. 1530),
Ramananda Raya (c. 1480),
Krisnadás Kavirash (1496-1587),
los Seis Gosuamis de Vrindavan y
Visvanatha Chakravarti (1626-1708),
que la convirtieron en la reina de Vrindavan y la diosa suprema (incluso superior al propio dios Krisná), y desarrollaron el concepto de servir y adorar exclusivamente a la diosa Radha.
Bhaktivinoda Thákur (1838-1914) escribió en su libro de poemas Sharana-gati:

Al servir a los pies de loto de Sri Radha, la hija de Vrisa Bhanu, me convertiré en la sirvienta de una de las gopis de Vrasha. Siempre trataré de hacer feliz a Sri Radha. Dentro de mi corazón, yo sé que el placer de Radha es la fuente de alegría de Krisná. Por eso nunca reemplazaré los pies de loto de Radha por la compañía solitaria de Krisná. Las sakhis son mis mejores amigas y maestras acerca del amor que une a Radha y Krisná. Como una de las sirvientas de las sakhis, serviré a los pies de loto de Radha, que cumplirán todos mis deseos. Yo soy parcial: siempre apoyaré a Radhika. Es posible que haya personas que viven lejos de ella. Que vivan como quieran: yo siempre me mantendré fijo a los pies de loto de Srimati Radharani.
Bhaktivinoda

El Krisná-karna-amrita es una escritura muy elevada, escrita para los devotos más avanzados. Sin embargo, el misericordioso Krisnadás Kavirash escribió el Sharangarangada. Ese comentario ayuda a los devotos a saborear el néctar sublime del Krisná-karna-amrita. Simplemente por leerlo, uno se sentirá atraído a los Radha-Govinda vrasha-lila (‘los pasatiempos en Vrasha de Radhá y Krisná’).
El samadhi (tumba de una persona espiritualista) de Bilvá Mangala / Lila Suka se encuentra en el centro comercial Gopinatha Bazar, en el centro de Vrindávana.

## Leyenda contada por Bilvá Mangala

### La prostituta Chintámani
Bilvá Mangala decía que había nacido en una familia de brahmanes en el sur de la India, y que seguramente poseía buen karma de sus vidas anteriores, pero que en su mente aún quedaba mucho deseo de disfrutar. Por eso él visitaba regularmente a la prostituta Chintámani.
Una noche, para poder estar con ella tuvo que atravesar muchísimas dificultades y peligros. Utilizó un cadáver que flotaba para cruzar el río y una serpiente para escalar hasta la ventana de la prostituta. Al recibirlo, ella rio: «Si hubieras hecho esos esfuerzos para adorar a Krisná, ahora estarías en su presencia».
Entonces Bilvá Mangala decidió convertirse en saniasi y abandonó para siempre a su esposa e hijos, y partió hacia Vrindavana, la sagrada tierra de Krisná.
A pesar de que Chintámani siguió siendo una pecadora, Bilvá Mangala siempre la consideró como su gurú.

### La raíz del deseo
Unos días después, cuando Bilvá Mangala descansaba junto a un pozo, una niña le ofreció un poco de agua para que bebiera. Al verla, él olvidó el agua y se quedó mirándola, lleno de deseo. Entonces la siguió hasta su casa. Cuando el esposo de la niña lo vio, le dijo:

―¿Por qué me visitas, mahatma [gran alma]?

―¿Quién es esa niña? ―preguntó Bilvá Mangala.

―Es mi esposa.

―Llámala, por favor. Quiero hablar un momento con ella ―dijo Bilvá Mangala. El brahmán llamó a su esposa, y cuando salió, Bilvá Mangala le dijo:

―Ten la bondad de prestarme la horquilla de tu pelo.

El brahmán pensó: «Es un peregrino; tal vez tiene alguna espina clavada en el pie». En efecto, Bilvá Mangala tenía una espina clavada, pero no en el pie sino en la mente. Cuando la niña le dio la horquilla, él la tomó y se la revolvió dentro de un ojo, arruinándolo, y después dentro del otro.
El ignorante Bilvá Mangala creía que quedándose ciego apagaría el fuego de los deseos sexuales.
Ya ciego, Bilvá Mangala siguió su camino. Por el camino encontró muchos obstáculos, como arroyos caudalosos y baches llenos de barro, pero su determinación era firme.

### Aparición del dios Krisná
En Vrindávana, Bilvá Mangala atraía viudas al interior de su choza, contándoles que el propio Krisna, al ver su renuncia al sentido de la vista, se le había aparecido como un niño para acompañarlo.
El niño se le acercó y le dijo con voz muy dulce:

―¿Adonde vas, papi?

―Voy a Vrindavan, hijo ―respondió Bilvamangala complacido―. ¿Y tú?

―Yo también voy a Vrindavan. Vivo allí.

―¿A Vrindavan? Entonces ven conmigo y condúceme hasta allí.

Así estuvieron caminando juntos hasta que llegaron a Vrindavan, donde el niño desapareció antes de que alguien pudiera verlo.